# Aka'a
Aka'a ou Akah est un village du Cameroun situé dans le département du Nyong-et-So'o et la région du Centre. Il fait partie de la commune de Dzeng.

## Population
En 1963, Aka'a comptait 93 habitants, principalement des Mbida-Mbani. Lors du recensement de 2005, on y a dénombré 130 personnes.